# Piotr Chabelski-Bork
 (octobre 2021).
La mise en forme du texte ne suit pas les recommandations de Wikipédia : il faut le « wikifier ».
Les points d'amélioration suivants sont les cas les plus fréquents :
- Les titres sont pré-formatés par le logiciel. Ils ne sont ni en capitales, ni en gras.
- Le texte ne doit pas être écrit en capitales (les noms de famille non plus), ni en gras, ni en italique, ni en « petit »…
- Le gras n'est utilisé que pour surligner le titre de l'article dans l'introduction, une seule fois.
- L'italique est rarement utilisé : mots en langue étrangère, titres d'œuvres, noms de bateaux, etc.
- Les citations ne sont pas en italique mais en corps de texte normal. Elles sont entourées par des guillemets français : « et ».
- Les listes à puces sont à éviter, des paragraphes rédigés étant largement préférés. Les tableaux sont à réserver à la présentation de données structurées (résultats, etc.).
- Les appels de note de bas de page (petits chiffres en exposant, introduits par l'outil «  Source ») sont à placer entre la fin de phrase et le point final[comme ça].
- Les liens internes (vers d'autres articles de Wikipédia) sont à choisir avec parcimonie. Créez des liens vers des articles approfondissant le sujet. Les termes génériques sans rapport avec le sujet sont à éviter, ainsi que les répétitions de liens vers un même terme.
- Les liens externes sont à placer uniquement dans une section « Liens externes », à la fin de l'article. Ces liens sont à choisir avec parcimonie suivant les règles définies. Si un lien sert de source à l'article, son insertion dans le texte est à faire par les notes de bas de page.
- La présentation des références doit suivre les conventions bibliographiques. Il est recommandé d'utiliser les modèles {{Ouvrage}}, {{Chapitre}}, {{Article}}, {{Lien web}} et/ou {{Bibliographie}}. Le mode d'édition visuel peut mettre en forme automatiquement les références.
- Insérer une infobox (cadre d'informations à droite) n'est pas obligatoire pour parachever la mise en page.

Pour une aide détaillée, merci de consulter Aide:Wikification.
Si vous pensez que ces points ont été résolus, vous pouvez retirer ce bandeau et améliorer la mise en forme d'un autre article.
Piotr Nikolaïevitch Chabelski-Bork (russe : Пётр Николаевич Шабельский-Борк, 5 mai 1893 – 18 août 1952) est un officier de l'Empire russe ainsi qu'un écrivain, il a notamment été actif au sein des mouvements d'extrême-droite antisémites en Europe durant la première moitié du XXe siècle. Il est surtout connu pour le meurtre de Vladimir Dmitrievitch Nabokov, père du novéliste du même nom, à Berlin le 28 mars 1922. Chabelski-Bork a collaboré avec le Parti nazi jusqu'à la fin de la Seconde Guerre mondiale, il vécut ensuite en Amérique du Sud où il continua d'être publié dans plusieurs journaux monarchistes et chrétiens orthodoxes jusqu'à sa mort en 1952.

## Biographie
Piotr Nikolaïevitch Popov serait né le 5 mai 1893, à Kislovodsk, dans l'Empire russe, dans une famille de riches propriétaires terriens de Kislovodsk, bien que d'autres sources affirment qu'il est plutôt né à Taganrog dans une famille bourgeoise. La mère de Popov est une des dirigeantes de l'Union du peuple russe et est l'éditrice d'un journal des Cent-Noirs publié à Saint-Pétersbourg. Popov étudie à l'université de Kharkov, avant de rejoindre l'Armée impériale russe au début de la Première Guerre mondiale, avec le grade de second lieutenant au sein du régiment de cavalerie ingouche de la Division sauvage, il est cependant rapidement blessé. Après la révolution de Février Popov quitte l'armée, mais est emprisonné par les Bolcheviks en 1917, après la révolution d'Octobre, en raison de son appartenance à une organisation monarchiste. Le 3 janvier 1918 le Tribunal Révolutionnaire de Petrograd le condamne à neuf mois de prison et de travaux forcés. En prison Popov rencontre l'écrivain d'extrême droite Fiodor Viktorovitch Vinberg (en). Le 1er mai 1918, Popov et Vinberg sont amnistiés à l'occasion de la "solidarité prolétaire internationale". Peu de temps après leur libération ils se rendent à Kiev, d'où ils émigrèrent vers l'Allemagne aux côtés des soldats allemands abandonnant la ville, tombée aux mains du nationaliste ukrainien Symon Petlioura.

## Allemagne
Popov adopte le pseudonyme de « Piotr Nikolaïevitch Chabelski-Bork », du nom d'un écrivain russe. Selon lui ce nom lui vient également de sa marraine Elisaveta Aleksandrovna Shabelskaya-Bork (en), bien qu'il semblerait qu'il ne l'ait rencontrée qu'en 1916, et que ce ne soit qu'un prétexte inventé. Peu de temps après son arrivée à Berlin, Chabelski-Bork se rapprocha du général Vassili Biskoupski et de Sergueï Taboritski, qui avait lui aussi fui la révolution russe. Biskoupski est considéré comme un des dirigeants de la communauté russe blanche émigrée et il est impliqué au sein de la sphère politique d'extrême-droite allemande. Chabelski-Bork l'y rejoint rapidement et y devient notamment le promoteur des malheureusement célèbres Protocoles des Sages de Sion. Il commence également à travailler avec Fyodor Vinberg et les deux participent à la diffusion d'un journal nommé Luch Sveta (Un rayon de lumière). La troisième publication du journal (en mai 1920) contient justement le texte de l'édition de 1911 du livre de Sergueï Nilus (le premier à avoir publié les Protocoles des Sages de Sion).

## Meurtre de Vladimir Dmitrievitch Nabokov
Le 28 mars 1922, Chabelski-Bork et Taboritski tuent Vladimir Dmitrievitch Nabokov durant un attentat. La cible initiale du duo était Pavel Milioukov, un des dirigeants du Parti constitutionnel démocratique, un parti libéral et républicain russe, notamment connu pour son souhait d'accorder la pleine citoyenneté à tous les habitants de Russie, dont les juifs. Le parti, qui avait fui la révolution bolchévique, tenait lors de l'attentat une conférence à Berlin. Nabokov meurt abattu par Taboritski alors qu'il tente de désarmer Chabelski-Bork. Les deux sont condamnés à 14 ans de prison mais sont libérés au bout de seulement 5 ans.
Ils étaient tous deux sous l'emprise de drogues lors de l'attentat.

## Collaboration avec les nazis
Après sa libération, Chabelski-Bork continue de travailler en étroite collaboration avec l'extrême-droite allemande, soutenant le NSDAP et Adolf Hitler dans leur ascension vers le pouvoir, dans l'espoir qu'ils restaureront l'empire allemand. Après l'arrivée au pouvoir de ces derniers, Chabelski-Bork s'attelle à organiser des groupes pro-nazis parmi la population émigrée russe en Allemagne.

## Mort
Au printemps 1945, Chabelski-Bork fuit Berlin, où sa maison vient d'être détruite par un raid aérien. Il émigre à Buenos Aires, où il écrit dans plusieurs journaux monarchistes et chrétiens orthodoxes, collaborant notamment avec Vladimirski Vestnik (ru). Il meurt de la tuberculose le 18 août 1952.